# 奥古斯塔斯·奥斯利·斯坦利
奥古斯塔斯·奥斯利·斯坦利一世（英語：Augustus Owsley Stanley I；1867年5月21日—1958年8月12日）是美国肯塔基州的一位政治家，曾担任该州第38任州长，还曾担任代表该州的联邦众议员和联邦参议员。1903至1915年，斯坦利成为代表肯塔基州第2国会选区的联邦众议员，并在这一期间赢得了进步改革者的声誉。1904年起，他呼吁对美国烟草公司展开反垄断调查，声称该公司利用其垄断地位压低自己所在选区烟农的烟草价格。这场调查最终令联邦最高法院于1911年拆散了美国烟草公司。斯坦利还主持一个委员会对美国钢铁公司展开反垄断调查，并因此赢得了全国性的声誉。他的许多理念都纳入了《克莱顿反托拉斯法》。
1914年竞选联邦参议员期间，斯坦利站到了反对禁酒的立场上。这个问题将在他的政治生涯中占据十余年的主导地位，也让他站到了J·C·W·贝克汉姆的对立面，后者是肯塔基州民主党赞成禁酒一派的领袖。1915年，斯坦利竞选州长，以仅400余票的微弱优势战胜好友埃德温·P·莫罗，创下该州州长选举最微弱优势的新纪录。据历史学家洛厄尔··哈里森表示，斯坦利的州长任期是肯塔基州进步时代的顶点。这一期间，该州通过了州反垄断法、竞选财务改革法、工伤赔偿法和罪犯劳工法。1918年联邦参议员奥利··詹姆斯在任内去世，斯坦利获得民主党提名继任，但当选后并没有立即辞去州长职位，直到1919年5月才就职。他的参议员任期表现平平，1924年竞选连任时不敌共和党候选人弗雷德里克··萨克特，此后再也没有赢得过公职竞选。1958年8月12日，奥古斯塔斯·奥斯利·斯坦利一世在首都哥伦比亚特区逝世，享年91岁。

## 早年生活
奥古斯塔斯·奥斯利·斯坦利于1867年5月21日在肯塔基州的谢尔比维尔出生，他是父亲威廉·斯坦利（William Stanley）和母亲阿曼达·斯坦利（Amanda Stanley）七个孩子中的长子，母亲的娘家姓叫奥斯利（Owsley）:137。威廉是基督会的牧师，还曾在南军的约瑟夫·E·约翰斯坦（Joseph E. Johnston）手下担任军法检察官。阿曼达则是肯塔基州前州长威廉·奥斯利（William Owsley）的侄女。奥古斯塔斯曾在尼古拉斯维尔的戈登学院（Gordon Academy）和列克星敦的肯塔基农业和机械学院（之后更名为肯塔基大学）就读，并于1889年从美国中央大学毕业并获得文学士学位。奥古斯塔斯就读美国中央大学与肯塔基农业和机械学院期间都曾参加州演讲比赛，成为唯一一位曾代表两所院校的参赛者。
毕业后的一年里，斯坦利在休斯顿威尔的基督教学院担任纯文学主席。一年后，他成为位于布拉德福兹维尔的马里昂学院（Marion Academy）校长，然后又到马克威尔的马克威尔学院担任了两年校长。这几年里他还在吉尔伯特·卡西迪（Gilbert Cassiday）手下攻读法律:145。1894年，斯坦利获得律师从业资格，并在弗莱明斯堡开设了自己的事务所。

## 政治生涯
1897年，斯坦利首度涉足政坛，出山竞选弗莱明县的县检察官，但未能成功。他继续在弗莱明斯堡从事法律工作，但由于经济上陷入困境而在1898年搬到了亨德森:145。1900年，他担任民主党的总统选举人，支持候选人威廉·詹宁斯·布莱恩。

### 联邦众议员
1902年，斯坦利当选为肯塔基州第2国会选区的联邦众议员:145。任职期间，他先后成为众议院矿业委员会、领土委员会和农业委员会成员，主张多项渐进改革，如对煤矿事故预防进行更广泛的研究、铁路规章、线食品和药品法，以及八小时工作制:144。
斯坦利当选联邦众议员时，美国烟草公司已经通过收购或是设法令其倒闭消除了几乎所有的竞争对手:137。该公司与英国烟草制造商合作，控制全球范围的烟草价格:137。斯坦利以自己选区烟农利益的维护者身份入选国会，这也让他的候选人地位几乎无可匹敌:145。他在第一个任期内就起草了一份有望去除过高国家烟草税的法案，希望能有助于提高未经加工烟草的价格:138。但在美国烟草公司进行的大量游说影响下，法案未获通过:138。1904年，斯坦利成功促使筹款委员会针对美国烟草公司的垄断行径召开公开听证会，但这也未能说服国会议员废除国家烟草税或是采取对美国烟草公司不利的行动:138。
除了在立法方面为烟农代言外，斯坦利还直接建议他们把种植的作物保留下来，直到市场价格提高后再予出售:138。他帮助起草了黑暗社区烟草种植协会的约章:138。该组织有一些人称“夜之骑手”，行事更为激进的成员在黑色帕奇烟草战争期间通过使用私刑暴力来强迫他人加入协会:138。
到了1909年，斯坦利终于成功地把废除国家烟草税的提议作为附加条款引入到《佩恩—奥尔德里奇关税法》中:140。该法在联邦众议院得到通过，但联邦参议院又去除了斯坦利的提议:140。肯塔基州联邦参议员奥利··詹姆斯（Ollie M. James）重新在参议院讨论的法案中加入了废除国家烟草税的提议，法案最终获得了通过，成为新的法律:140。国家烟草税的废除让烟农得以获益，虽然法案的通过并非斯坦利独力促成，但他还是成为其中的头号功臣:140。1911年，斯坦利对抗美国烟草公司的斗争也取得了成果，联邦最高法院裁定该公司违反了反托拉斯法，并将其分拆成多个相互独立的公司:140。最终夜之骑手的暴力行为也在废除国家烟草税及拆分美国烟草公司后得以平息:281。
1909年，斯坦利提出一项要求对美国钢铁公司进行调查的决议案，但章程委员会没有接受。1910年6月再次提出的决议案在众议院获得通过，但总统威廉·霍华德·塔夫脱没有理会。斯坦利于6月下旬再次提出了一项效果更强的决议案，但这次又没有通过章程委员会这关。1910年国会选举后，共和党人失去了对众议院的控制权，他再度提出决议案并终于获得通过。众议院议长钱普·克拉克（Champ Clark）任命斯坦利担任由九位成员组成的委员会主席，对美国钢铁公司进行调查。:141-142
委员会的调查工作从1911年5月持续到了1912年4月，但在结论问题上，委员会却因党派立场而分裂。由斯坦利起草的多数派报告中谴责美国钢铁公司涉嫌操纵价格，并批评总统西奥多·罗斯福在该公司收购田纳西煤铁公司的过程中扮演了不光彩的角色。而由共和党议员奥古斯塔斯·P·加德纳（Augustus P. Gardner）拟定的少数派报告则为罗斯福开脱，并对操纵价格的指控低调处理。斯坦利的报告中还建议对《休曼法案》作出多项调整，增强其效力。虽然在他担任众议员期间，这些建议都没有成为法律，但其中还是有许多最终成为了《克莱顿反托拉斯法》的内容。对美国钢铁公司进行的调查也为斯坦利赢得了全国性的声誉。:142-144

### 1915年联邦参议员竞选

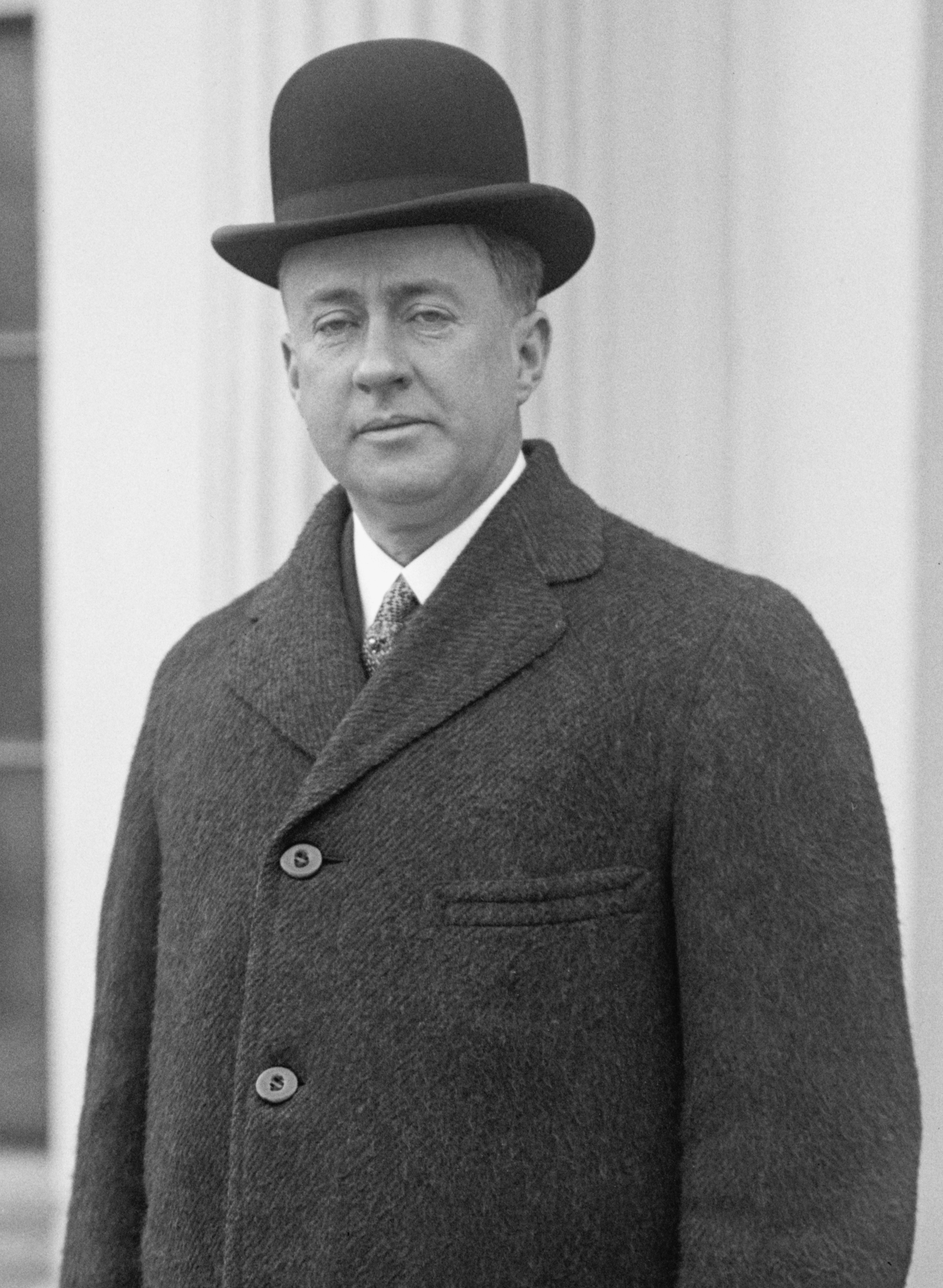
J·C·W·贝克汉姆是斯坦利长期的政敌。

1915年，斯坦利决定不再寻求十拿九稳的众议员职位连任，把目光放到了联邦参议员的席位上:144。这年肯塔基州共有三位民主党人参加初选，另外两位分别是州长詹姆斯·B·麦克里和前州长J·C·W·贝克汉姆:224。麦克里实际上毫无胜算，因此初选的竞争主要也就是围绕斯坦利和贝克汉姆展开，他们也分别是肯塔基州民主党两个最大派系的领袖人物:224。两人都视对方为眼中钉肉中刺，斯坦利还曾称贝克汉姆是“格贝尔坟上长出的真菌”，这位“格贝尔”指的是前州长威廉·格贝尔，他曾是贝克汉姆的竞选搭档，于1900年就任前受到刺杀并在上任仅四天后去世，贝克汉姆也因此继任成为州长:224。斯坦利还在竞选期间批评贝克汉姆利用政治机器，称其为“小公子”（Little Lord Fauntleroy）:224。
禁酒成为这场竞选中的重大议题。斯坦利和贝克汉姆都喝酒，不过贝克汉姆却在竞选中表现出坚定支持禁酒运动的立场:283。斯坦利反对禁酒，他批评贝克汉姆虚伪做作，声称所有支持禁酒的政客，特别是贝克汉姆，都“满身酒气地提出法案来惩罚那些把酒卖给自己的人”:214，还进一步批评贝克汉姆“为进参议院不惜出卖全世界”:283。斯坦利获得了《路易斯维尔信使日报》（Louisville Courier-Journal）主编亨利·沃特森（Henry Watterson）以及联邦众议员本·约翰逊（Ben Johnson）的支持，但这仍不足以让他取胜:225。贝克汉姆以近7000票的优势获得了民主党提名，并最终在普选中取胜赢得议席:225。

### 肯塔基州州长
多位选举人宣布有意争夺1915年肯塔基州州长选举的民主党候选人提名，但到了8月下旬只剩下两人仍然在竞选:225。斯坦利是民主党反对禁酒派别的人选，而支持禁酒一方则选择了州教育总监哈利··麦克切斯尼（Harry V. McChesney）:225-226。斯坦利以10万7585票战胜得票6万9722的麦克切斯尼赢得提名:226。共和党则提名了斯坦利的密友埃德温··莫罗:226。两人一起在州内巡回宣传，经常都会在同一场合发表演说:227。
斯坦利擅长演讲，他会使用戏剧性的词藻来强调自己的观点，经常会在演讲开始前松开自己的领带，到演讲结束时已经扔掉了自己的背心和外套:283。一次，两位候选人针对向养狗人士征收每条1美元税的问题展开辩论，斯坦利赞成收取这一税款，而莫罗则主张每个人的第一条狗应该免税。斯坦利嘲笑对方的想法是“免费的老狗环”，有时还会在演讲中像狗一样嚎叫来嘲弄这一提议。还有一次莫罗正在演讲，喝多了酒的斯坦利居然就在观众眼前吐了出来:285，之后走上讲台时他说：“刚才那只是想告诉大家我一直都在整个肯塔基州所说的意思。艾德·莫罗实在是让我感到反胃。”:285
民主党在初选中虽然分裂成不同派别，但到了普选时都团结到了斯坦利的周围。联邦参议员贝克汉姆和奥利··詹姆斯，州长詹姆斯··麦克里都表示支持他。龚帕斯称赞斯坦利在国会时的反垄断立场，美国劳工联合会地方分会也随即表示了支持。甚至连斯坦利在初选中的对手哈利·麦克切斯尼也呼吁肯塔基州选民坚持按民主党的党派立场进行投票。:50-51
两位候选人的得票数非常接近，胜负难分。莫罗明白，如果对选举结束提出质疑，那么根据肯塔基州宪法，州议会将做出裁决，但这时州议会中民主党占据着绝对优势，因此他在一个星期后决定承认失败。最终的正式结果表明斯坦利以仅471票的优势赢得了选举，这也是该州历史上所有州长选举中最小幅度的胜出优势。:285–286
历史学家洛厄尔··哈里森曾表示，斯坦利担任州长期间，肯塔基州走到了进步时代的顶点:286。1916年立法会议期间，肯塔基州议会通过了多项产生重大影响的法案，如州反垄断法，还对铁路公司向公众人物提供免费通行证的做法下达了禁令:286。新通过的反腐败法案要求公职候选人公开自己的支出，并对容许的支出额度设限，还禁止任何公共事业机构向任何竞选提供赞助:228。议会成功制订了肯塔基州历史上的第一个预算方案、第一部工伤赔偿法，以及罪犯劳工法。这年唯一一项没有获得通过的进步主义举措就是赋予女性投票权的法案，以一票之差未能在州众议院通过:229。
1917年2月，斯坦利召集州议会召开特别会议:147，针对的议题是对税法加以改革，因为斯坦利认为农民负担过重，利益受损，有欠公正:147，那时肯塔基州还面临每年10万到70万美元的巨额赤字:230。虽然与别的多个州相比，肯塔基的情况还是比较好的一个，但斯坦利仍希望能够在预算上取得平衡:230。这次会议历时60天，议会通过了州长倡导的大部分法案。这其中影响最大的就是创建了一个由·洛根（M. M. Logan）主持，共三位成员组成的州税收委员会:147。州会还通过了针对蒸馏酒、石油生产、赛马跑道以及企业执照增收税款的法案:231。以往对财产价值的评估通常只达到其市场公允评格的三分之一到一半，但到了斯坦利执政时期，这个比例得到急剧上升，导致相应的财产税也大幅增加:230-231。为了平衡这一增长，州议会降低了某些类型财产的税率:231。由于特别会议后州财政收入得到了戏剧性的增长，州议会因此批准了包括高等教育在内几乎任何一方面的政府支出:231。州卫生委员会的权力得以扩张，并建立了县卫生委员会:231。
美国加入第一次世界大战对斯坦利执政时期的肯塔基州产生了影响。立法部门建立了州防御部门并向其拨款:231，不过斯坦利否决了一项禁止公立学校教授德语的法案。
与之前竞选联邦参议员以及州长初选时一样，禁酒仍然是斯坦利州长任期面临的一个重要问题。虽然反对禁酒的一派宣称斯坦利的上任代表着禁酒势力的消亡，但这以后的首届立法会议期间就出现了一条禁酒的修正案:52。起初州参议院以20票反对，14票赞成否决了这条修正案:52。但到了1918年，州议会两院却在联合投票中以95票赞成，17票反对的压倒性优势通过了修正案，递交肯塔基州选民表决:52。斯坦利反对禁酒，但他选择支持1918年的修正案，以求解决禁酒问题，让州议会可以腾出时间来探讨其他议题:53。1919年，肯塔基州成为美国第一个之前没有严格限制酒类生产、销售和进口，但却批准了第十八条修正案的州，这条修正案把禁酒写入了联邦宪法。

### 联邦参议员

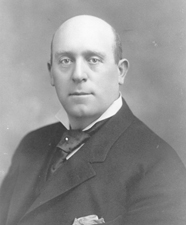
斯坦利成功继任了奥利·M·詹姆斯（图）的联邦参议员议席。

1918年8月18日，肯塔基州联邦参议员奥利··詹姆斯在任上去世:148。詹姆斯的任期要到次年3月3日才结束，因此斯坦利任命乔治··马丁在余下的半年时间里继任:231。詹姆斯之前已在民主党初选中获胜，本会谋求连任，他的逝世也就令肯塔基州民主党委员会需要选择新的提名人选，于是委员会选择了斯坦利:231。这次民主党都团结起来支持州长，·贝克汉姆也支持他当选，这样自己将来谋求连任时，斯坦利就不会成为竞争对手:231。共和党候选人本··布鲁纳博士（Dr. Ben L. Bruner）相对来说默默无闻:231，他在普选中指责斯坦利长期反对禁酒的立场，以及担任州长时曾否决公立学校教授德语的禁令:231。虽然这一期间全国性的国民情绪对民主党很不利，但一封来自总统伍德罗·威尔逊的支持信带动了斯坦利的竞选，他最终以超过5000票的优势击败布鲁纳:231。1919年5月，斯坦利辞去州长职务担任联邦参议员:148，由于联邦参议院中共和党占显著优势，身为民主党人的斯坦利所能够发挥的影响非常有限:148。
1924年寻求连任的斯坦利需要面对一场艰苦的战斗。首先，虽然联邦参议员是从联邦宪法第十七条修正案通过后的1914年才开始直接由民众投票选出，但在过去超过40年的时间里，从来没有任何一位肯塔基州联邦参议员获得过连任:281；其次，反对禁酒的立场导致他失去了支持禁酒选民和民主党州长威廉·J·菲尔兹（William J. Fields）的支持:354；第三，当时在肯塔基州还很有势力的三K党也反对他，因为他对这类存在偏见的秘密组织持反对态度:46；再次，共和党对手弗雷德里克··萨克特甚至还得到了民主党中贝克汉姆一派的支持:355。萨克特私人就存有一些酒类，但他却在竞选中站到了支持禁酒的立场上，并且获得了反沙龙联盟的支持:281。《路易斯维尔信使日报》（Louisville Courier-Journal）主编罗伯特·沃斯·宾汉姆（Robert Worth Bingham）也表示了对萨克特的支持，称他是“我所知最好的人之一”:281。最终斯坦利在普选中以近25000票的劣势失去了议席:355。萨克特的当选也让肯塔基州首次出现两位共和党联邦参议员同时任职:282。

## 晚年生活和逝世
竞选连任参议员失败后，斯坦利回归法律工作。1927年州长选举时，他表示支持自己长期的政敌·贝克汉姆，希望能提升自己在1930年重返参议院的胜算:43，但贝克汉姆最终不敌共和党人弗莱姆·D·桑普森（Flem D. Sampson），斯坦利也因此基本上没有什么可能性再度当选联邦参议员:43。
1930年，美国总统赫伯特·胡佛任命斯坦利进入国际联合委员会，该机构当时主要负责解决美国和加拿大之间存在的边界争端，斯坦利于1933年成为委员会主席。他对能在这个委员会任职深感自豪，并曾一度指出，世界上没有别的任何地方有两大强国在如此长时间的相处中出现的争议却如此之少。他一直任职到1954年时才因受到自己所在党派的压力而辞职。
1958年8月12日，奥古斯塔斯·奥斯利·斯坦利一世在哥伦比亚特区逝世并下葬在肯塔基州法兰克福的法兰克福公墓，享年91岁。去世时他的妻子苏·（索珀·）斯坦利以及三个儿子中的两个，威廉·斯坦利（William Stanley）和奥古斯塔斯·奥斯利·斯坦利二世（Augustus Owsley Stanley II）均还在世:148。他的孙子奥古斯塔斯·奥斯利·斯坦利三世（Augustus Owsley Stanley III，1935至2011年）是知名D-麦角酸二乙胺化学家，并且是嬉皮运动中感恩而死乐队的支持者。

## 扩展阅读
- O'Bannon, W. B.; Augustus Owsley Stanley. . 1917. OCLC 248676512.
- The steel hearings included a session at New York City Hall in July, 1911. See "Steel inquiry goes on here now" （页面存档备份，存于）, The New York Times, July 28, 1911.
- For an op-ed by Senator Stanley relative to the constitutional implications of search and seizure provisions in Prohibition legislation in early 1922, see "Search and Seizure: Senator Stanley Attacks Constitutionality of new Prohibition Act" （页面存档备份，存于）, The New York Times, January 8, 1922.